# Plectranthus schweinfurthii
Plectranthus schweinfurthii là một loài thực vật có hoa trong họ Hoa môi. Loài này được Sprenger miêu tả khoa học đầu tiên năm 1894.